# Justitiestatsminister
Justitiestatsministern var enligt 1809 års svenska regeringsform den av statsrådets ledamöter, som tillsammans med utrikesstatsministern, hade högst rang. Före 1809 motsvarades de bägge statsministrarna av kanslipresidenten och riksdrotsen.
Justitiestatsministern var till 1840 ledamot av Högsta domstolen och efter departementalstyrelsens införande samma år chef för Justitiedepartementet. Då det 1876 stadgades att kungen skulle utnämna en av statsrådets ledamöter till "statsminister och statsrådets främste ledamot", upphörde justitiestatsministersämbetet tillsammans med utrikesstatsministertiteln. Statsrådet och chefen för Justitiedepartementet har därefter i dagligt tal benämnts justitieminister.

## Justitiestatsministrar
| Namn            | Namn                   | Bild           | Födelse                                                      | Tillträde         | Frånträde                                                         | Död                                                               | Politisk tillhörighet | Källor |
| --------------- | ---------------------- | -------------- | ------------------------------------------------------------ | ----------------- | ----------------------------------------------------------------- | ----------------------------------------------------------------- | --------------------- | ------ |
|                 | Carl Axel Wachtmeister |                | 9 maj 1754 i Stockholm                                       | 9 juni 1809       | 5 april 1810 på Trolle Ljungby slott utanför Kristianstad i Skåne | 5 april 1810 på Trolle Ljungby slott utanför Kristianstad i Skåne | Opolitisk             |        |
|                 | Fredrik Gyllenborg     |                | 10 december 1767                                             | 25 juni 1810      | 18 augusti 1829                                                   | 18 augusti 1829                                                   | Opolitisk             |        |
|                 | Mathias Rosenblad      |                | 23 juni 1758 i Lund i Skåne                                  | 31 augusti 1829   | 6 februari 1840                                                   | 4 september 1847 på Stavsund på Ekerön i Uppland                  | Oberoende konservativ |        |
|                 | Arvid Mauritz Posse    |                | 5 januari 1792                                               | 28 mars 1840      | 5 september 1840                                                  |                                                                   | Opolitisk             |        |
|                 | Carl Petter Törnebladh |                | 3 november 1774                                              | 5 september 1840  | 14 januari 1841                                                   | 17 juni 1844 i Stockholm                                          | Opolitisk             |        |
| 14 januari 1841 | Carl Petter Törnebladh | 5 januari 1843 | 3 november 1774                                              |                   |                                                                   | 17 juni 1844 i Stockholm                                          | Opolitisk             |        |
|                 | Lars Herman Gyllenhaal |                | 20 mars 1790                                                 | 5 januari 1843    | 28 december 1844                                                  | 22 december 1858 i Härlingstorp i Vara i Västergötland            | Opolitisk             |        |
|                 | Johan Nordenfalk       |                | 9 september 1796 på Holm säteri i Överlännäs i Ångermanland  | 28 december 1844  | 9 mars 1846 i Stockholm                                           | 9 mars 1846 i Stockholm                                           | Opolitisk             |        |
|                 | Arvid Mauritz Posse    |                |                                                              | 23 mars 1846      | 10 april 1848                                                     | 22 juli 1850 i Göteborg                                           | Opolitisk             |        |
|                 | Gustaf Sparre          |                | 4 september 1802 på Trolleholms slott utanför Svalöv i Skåne | 10 april 1848     | 25 september 1856                                                 | 26 april 1886 i Stockholm                                         | Opolitisk             |        |
|                 | Claës Günther          |                | 30 december 1799                                             | 25 september 1856 | 7 april 1858                                                      | 23 juli 1861                                                      | Opolitisk             |        |
|                 | Louis De Geer d.ä.     |                | 18 juli 1818 på Finspångs slott i Finspång i Östergötland    | 7 april 1858      | 3 juni 1870                                                       |                                                                   | Oberoende liberal     |        |
|                 | Axel Adlercreutz       |                | 2 mars 1821 i Skara i Västergötland                          | 3 juni 1870       | 8 april 1874                                                      | 20 maj 1880 i Stockholm                                           | Oberoende konservativ |        |
|                 | Edvard Carleson        |                | 16 november 1820 i Valstad i Klockrike socken i Östergötland | 4 maj 1874        | 11 maj 1875                                                       | 1 april 1884 i Stockholm                                          | Oberoende konservativ |        |
|                 | Louis De Geer d.ä.     |                |                                                              | 11 maj 1875       | 20 mars 1876                                                      | 24 september 1896 i Hanaskog i Skåne                              | Oberoende liberal     |        |
| Namn            | Namn                   | Bild           | Födelse                                                      | Tillträde         | Frånträde                                                         | Död                                                               | Politisk tillhörighet | Källor |